# Ворон (сторожевой корабль)
Ворон — сторожевой корабль проекта 50 Черноморского флота ВМФ СССР. Проходил службы в Средиземном море, в том числе во время Шестидневной войны. Служил в Красном море во время эфиопско-эритрейского конфликта.  

## Служба
Сторожевой корабль «Ворон» проекта 50 был зачислен в списки кораблей ВМФ 7 октября 1953 года и 12 марта 1954 года заложен на стапеле судостроительного завода № 445 им. 61 коммунара в Николаеве (заводской номер № 1130). Спущен на воду 11 ноября 1954 года, вступил в строй 18 июня 1955 года и 28 июня 1955 года был включён в состав Черноморского флота ВМФ СССР.
В конце 1950-х годов в составе ОВР Главной базы Черноморского флота. 1-20 июня 1967 года во время Шестидневной войны и 1 января — 31 декабря 1968 года, находясь при несении боевой службы в зоне военных действий на Средиземном море, выполнял боевую задачу по оказанию помощи вооружённым силам Египта.
В июне 1967 года в ходе поисковой операции КПУГ в составе СКР "Волк", СКР "Пантера" и СКР "Ворон" проекта 50, двух СКР проекта 35 и одного СКР проекта 159 обнаружила АПЛ США и осуществляла за ней слежение. Действия кораблей были оценены командованием ВМФ. КПУГ ОВРа был вручен приз Главнокомандующего ВМФ, а корабли награждены грамотами.
В октябре 1973 года во время войны «Судного дня» советская надводная группа была послана к Порт-Саиду, она состояла из КР «Адмирал Ушаков», БПК «Отважный», ЭМ «Неуловимый» и «Сознательный», СКР «Ворон», танкера, БДК «Воронежский комсомолец», СДК «СДК-83» и «СДК-164», последние три имели на борту десант из  добровольцев из членов экипажей сформированных по приказу С. Г. Горшкова, поскольку переброска штатной морской пехоты ЧФ из Севастополя в требуемые сроки логистически была невозможна. 
В 1970-х годах в составе 1-го дивизиона 184-й бригады ОВР, базировавшимся в Потийской военно-морской базы. 6 апреля 1976 года произошло столкновение СКР "Куница" и "Ворон". Форштевень "Куницы" ночью ударил в левый борт в районе мичманской каюты, в которой спали два мичмана.
Участвовал в учениях "Крым-76" в Средиземном море на Тунисском рубеже  в составе КПУГ-4: СКР «Ворон», «Куница», МТЩ «Рулевой», МТЩ «Зенитчик».
Поддерживал действия Эфиопии в Эритрее, оказывал помощь вооружённым силам Эфиопии в конце 1977 - первой половине 1978 года. 4 января 1978 года в Красное море через Суэцкий канал пришёл черноморский СКР проекта 50 (НАТО - Riga) «Ворон» бортовой 819. За сутки до прохода сторожевиком Суэцкого канала по нему прошли советские суда с грузами. Их и сопровождал «Ворон» по прибытии в Красное море. По приходе в район конфликта черноморцы вошли в состав 8-й оперативной "Индийской" эскадры и встретившись с СКР пр.159 ТОФ, действовали вместе. Ворон был в Индийском океане по 5 апреля 1978 года. Он был первым из кораблей Потийской бригады действовавший в Красном море. 
Служивший на СКР «Ворон» Олег Харитонов вспоминал: «…там была натуральная войнуха. Брали "десант" (баржа с кучей нигеров) и тащили их куда скажут. Близко к берегу шли, обстреливают с миномётов и со всего что стреляет, отошли в море, баржу раскачивает, нигеры выпадают!! Потом высаживались на о. Дахлак, для очистки от сепаратистов, промеров глубины и в дальнейшем организации нашей базы».
В период с 25 сентября 1979 года по 1 февраля 1980 года и с 3 февраля по 14 мая 1986 года на СРЗ «Флотский арсенал» в Варне в Болгарии проходил средний ремонт.
Бортовые номера 883, 899, 813, 814, 819, 822.
4 мая 1989 года был исключён из состава ВМФ в связи со сдачей в ОФИ для разоружения, демонтажа и реализации, а 1 октября 1989 года расформирован и позже разделан на металл в Севастополе.

## Командиры
- 1977-1978 - капитан 3-го ранга Толмазан Борис Александрович[5].

## Примечание
1. ↑  На флоте серии неофициально называлась «полтинники» или «зверьки». Поскольку серия была большой, названия вскоре перешли на птиц, а часть кораблей остались номерными.
2. 1 2 3 4  Сторожевой корабль "Ворон". Черноморский флот - информационный ресурс (2024). Дата обращения: 6 ноября 2024. Архивировано 13 ноября 2024 года.
3. ↑  Костриченко В. В., Айзенберг Б. А. Часть II (Боевые надводные корабли и катера) // ВМФ СССР и России. Аварии и катастрофы. — Приложение к Военно-Морскому Историческому Обозрению, специальный выпуск №2. — Харьков, 1998. — С. 4. Архивировано 22 ноября 2024 года.
4. ↑  Дубягин П. Р. На Средиземноморской эскадре. — М.: Андреевский флаг, 2006. — 344 с. — ISBN 5-9553-0053-8.
5. 1 2 3  Розин Александр. Горячее Красное море. Советский ВМФ у берегов Эфиопии, боевые действия 1977-1978 гг.. — Сайт 8eskadra.ru.